# Малая Десятинная улица
Малая Десяти́нная улица — улица в Приморском районе Санкт-Петербурга. Проходит от Железнодорожной до Афанасьевской улицы в историческом районе Озерки. На юг переходит в Новоколомяжский проспект. Параллельна Северной трассе Малой Октябрьской железной дороги.

## История
Название улицы известно с 1910-х годов.

## Пересечения
С северо-востока на юго-запад (по увеличению нумерации домов) Малую Десятинную улицу пересекают следующие улицы:
- Железнодорожная улица — Малая Десятинная улица примыкает к ней;
- Чистяковская улица — примыкание;
- Елисеевская улица — пересечение;
- 1-й Озерковский переулок — примыкание;
- 2-й Озерковский переулок — примыкание;
- 1-я Утиная улица — примыкание фактически не существует;
- 3-й Озерковский переулок — примыкание;
- Десятинный переулок — примыкание;
- Новоутиная улица — примыкание;
- Афанасьевская улица — пересечение с переходом Малой Десятинной улицы в Новоколомяжский проспект.

## Транспорт
Ближайшие к Малой Десятинной улице станции метро — «Озерки» (около 1,2 км по прямой от начала улицы) и «Удельная» (около 2,15 км по прямой от конца улицы) 2-й (Московско-Петроградской) линии.
Движение наземного общественного транспорта по улице отсутствует.
У примыкания Малой Десятинной к Железнодорожной улице находится железнодорожная платформа Озерки.

## Общественно значимые объекты
- гостиница «К-Визит» (у примыкания Чистяковской улицы) — Чистяковская улица, дом 2